# 大彎頜象鼻魚
大彎頜象鼻魚，為輻鰭魚綱骨舌魚目象鼻魚科的其中一種，分布於非洲剛果河流域，棲息於水底，具有發電器官，用來偵測獵物，體長可達40公分。